# Jared Kushner
Pour les articles homonymes, voir Kushner.
Jared Corey Kushner, né le 10 janvier 1981 à Livingston (New Jersey), est un homme politique et homme d'affaires américain.
Fils de Charles Kushner, il est marié depuis 2009 à Ivanka Trump, fille aînée de Donald Trump, 45e et 47e président des États-Unis. Il devient haut conseiller de son beau-père au moment où celui-ci accède à la présidence ; peu après, le président le nomme également directeur du Bureau américain pour l'innovation.

## Famille
Une des grands-mères de Jared Kushner est une survivante de l'Holocauste ; elle a vécu aux États-Unis après avoir été passagère du Saint Louis, un paquebot en grande majorité composé de Juifs allemands fuyant l'Allemagne nazie et dont l'essentiel des passagers a été refoulé à son arrivée aux États-Unis.
Son père, Charles Kushner, est un entrepreneur notable de l’immobilier du New Jersey, qui « n’a fait son entrée dans le cœur de New York qu’avec le concours plus présentable de Jared auprès des investisseurs ». Accusé d'avoir détourné de l'argent, Charles Kushner a été condamné à deux années de prison par le procureur de l'État Chris Christie, ce qui explique les ressentiments de Jared Kushner à l'égard de ce magistrat.
En 2005, il forme un couple avec la femme d'affaires Ivanka Trump, fille de Donald Trump. Leur relation est interrompue en 2008, sous la pression de sa famille juive orthodoxe. Sa compagne se convertit finalement au judaïsme, ce qui lui permet d'épouser Jared Kushner en 2009. Ils ont trois enfants. Ivanka Trump et lui sont qualifiés de « supercouple » par les médias américains, qui leur donnent le surnom de « J-Vanka ». La presse américaine le décrit comme un juif orthodoxe,,,,,,,.

## Formation
Il est titulaire d'un BA en sociologie de l'université de Harvard (2003) et d'un master professionnel en droit ainsi que d'un MBA de l'université de New-York (2007).

## Activités et pratiques dans l'immobilier
Il est le propriétaire de la société immobilière Kushner Properties et de la société d'édition de journaux The New York Observer (acheté en 2006 pour 10 millions de dollars). Comme fils du promoteur américain Charles Kushner, il a hérité, alors que ce dernier a été emprisonné pour fraude fiscale, de sa « vaste entreprise de promotion immobilière ».
Après avoir vendu les 22 000 appartements que la famille possède dans le New Jersey, il achète en 2007 le bâtiment le plus cher dans l'histoire des États-Unis : le 666 Fifth Avenue pour 1,8 milliard de dollars. Le prix unitaire payé pour cette acquisition —  1 200 dollars/pied2 (12 840 dollars/m2) — est le double du prix le plus élevé payé jusqu'alors sur le marché new-yorkais pour un achat immobilier.
Dès le début il s'avère que le prix est trop élevé, de même que l'emprunt souscrit pour financer l'opération. La crise financière, qui survient l'année suivant l'acquisition, aggrave la situation en tirant les loyers vers le bas et en réduisant les surfaces louées, ce qui place la famille Kushner dans des difficultés financières, que Jared s'efforce depuis lors de résoudre en faisant appel à des investisseurs et financements extérieurs. Il doit vendre la moitié de sa tour pour un prix très inférieur à celui de son achat.
En 2016, il participe à un projet immobilier à Brooklyn d'un montant de 2 milliards de dollars.
En 2024, il prévoit un projet d’investissement de 1 milliard de dollars pour construire des complexes de luxe sur la côte albanaise, ainsi qu'un hôtel et un immeuble de 1500 logements à Belgrade, usant pour cela de ses liens avec le régime du président Aleksandar Vučić en Serbie et d'Edi Rama en Albanie. Une loi est modifiée au parlement albanais pour permettre les investissements dans les zones protégées.

### Pratiques
Les sociétés de location de Kushner ont entamé des rénovations à grande échelle rendant pénible la vie des résidents déjà installés et permettant ainsi aux loyers de monter à des niveaux de prix, qui leur sont inabordables,,. Une autre stratégie consistait à poursuivre des locataires qui avaient auparavant vécu dans l'un des appartements de son entreprise, affirmant qu'ils n'avaient pas payé de loyer depuis leur départ - dans un cas particulier, jusqu'à trois ans plus tôt.
En 2019, le procureur général du Maryland, Brian Frosh (en), a déposé une plainte accusant Kushner Companies de ne pas avoir agi sur les appartements infestés de rongeurs, et d'obliger les locataires à payer des frais illégitimes. Les dossiers judiciaires montrent que les propriétés appartenant à Kushner poursuivent des pratiques d'expulsion agressives, et des poursuites en matière de recouvrement de créances contre des locataires qui attendent un soulagement du gouvernement en raison de la crise de la Covid-19.

## Conseiller de Donald Trump

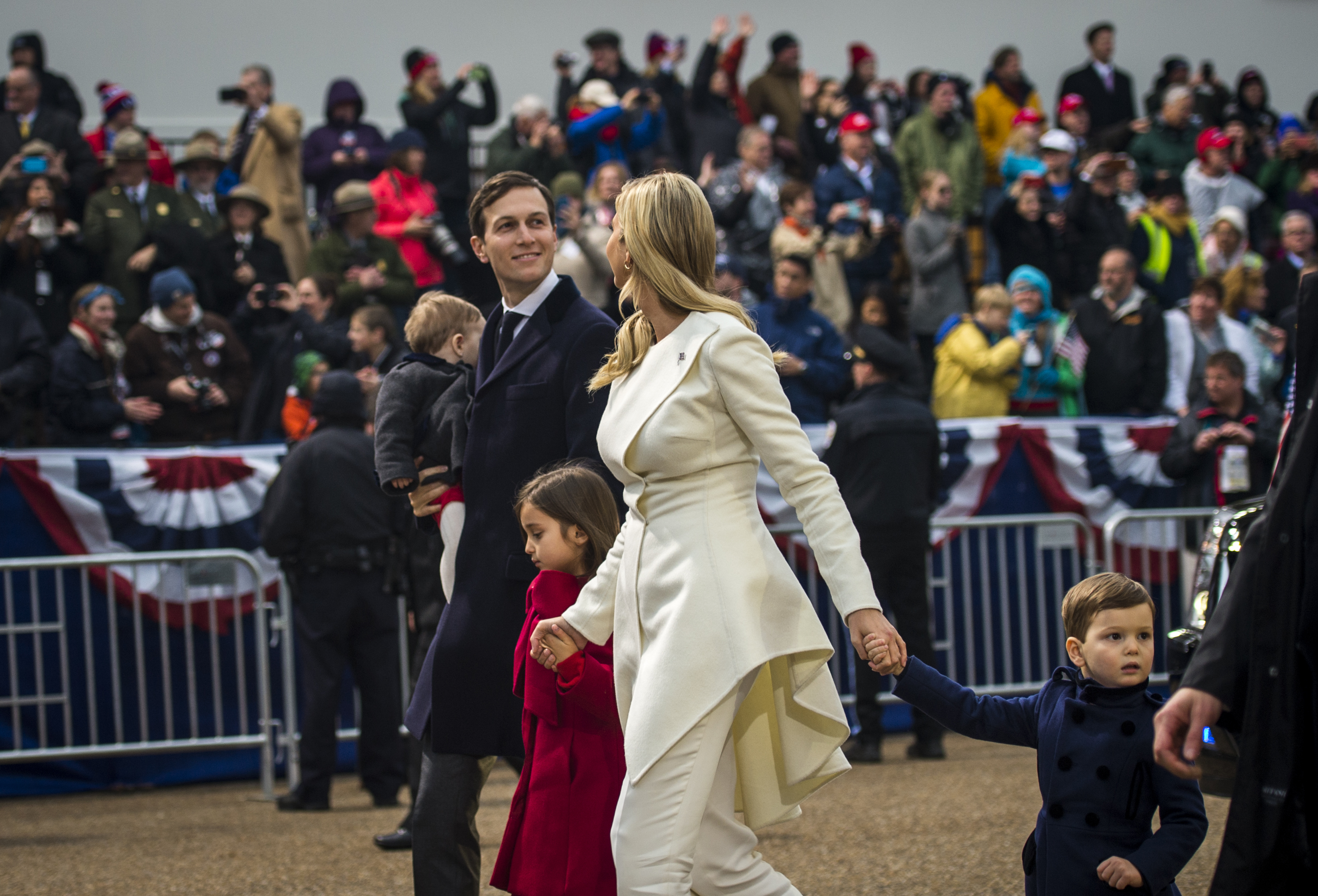
Jared Kushner, Ivanka Trump et leurs enfants, le 20 janvier 2017.

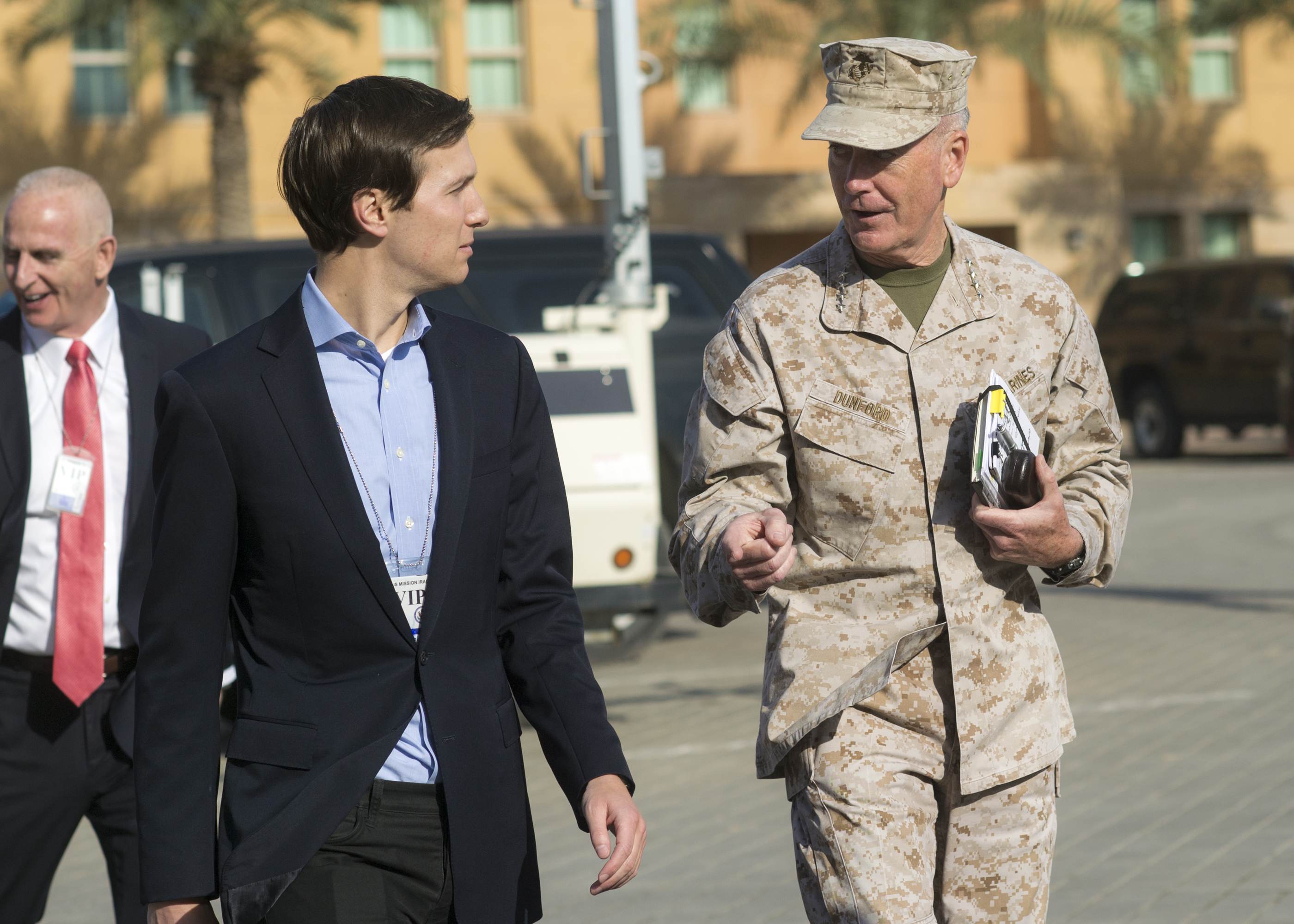
Jared Kushner en visite à Bagdad, en avril 2017.

Après avoir soutenu financièrement le Parti démocrate les années précédentes, il compte, en 2016, parmi les conseillers de la campagne présidentielle de Donald Trump et est décrit comme l'architecte de sa campagne sur les médias numériques,, notamment en termes de finances. Il organise la visite surprise du candidat républicain à Mexico, fin août, et conduit à la réconciliation de ce dernier avec la communauté juive, après un tweet accusé de relents d'antisémitisme. Il joue un rôle essentiel dans le départ des deux premiers directeurs de campagne, Paul Manafort et Corey Lewandowski, et contribue à écarter Chris Christie — ennemi personnel de son père — de l'équipe de transition de Donald Trump (il avait déjà contribué à ce que Donald Trump lui préfère Mike Pence comme colistier pour la vice-présidence). Pendant la période de transition, il cherche à mettre en place un canal de communication secret avec la Russie.
Le 9 janvier 2017, Donald Trump le nomme Haut conseiller du président des États-Unis. Jared Kushner a déclaré qu'il renoncerait à tout son salaire, pour la durée du poste. Pour occuper son poste dans l'administration Trump, Kushner doit obtenir et conserver une autorisation de sécurité top secret qui, entre autres, l'a obligé à remplir le « Standard Form 86 ».
Une fois Donald Trump investi, il est chargé de définir la politique moyen-orientale des États-Unis et de suivre d’éventuelles négociations israélo-palestiniennes. En avril 2017, il se voit chargé de la réforme de l’administration américaine. Il figure également au premier plan des relations avec les régimes mexicain et chinois.
Mediapart le présente comme le « pense-bête de Donald Trump, un mémento de l’essentiel de ses préoccupations immédiates, des dossiers que seul un proche digne de la plus haute confiance pourrait se voir confier ».
Dès le début de la présidence, il fait partie, avec son épouse Ivanka Trump, de l'aile modérée du cabinet du président, « force clé, censée modérer les élans des populistes » auprès du président, comme le conseiller Steve Bannon. L'ancien secrétaire d'État et spécialiste des relations internationales Henry Kissinger le considère comme le « conseiller le plus influent de la Maison-Blanche ».
S'étant entretenu avec divers contacts sans se coordonner avec le conseiller à la sécurité nationale H. R. McMaster, ni même lui avoir rendu compte de ces échanges, il voit fin février 2018 rétrograder son habilitation de « top secret » à « secret » par le chef de cabinet de la Maison-Blanche John F. Kelly, ce qui lui interdit désormais de participer à la réunion matinale entre le président et le directeur national du renseignement Dan Coats concernant les opérations secrètes de la CIA, ou encore les interceptions sensibles de la NSA.
Cette décision aurait également été motivée par le fait que des interlocuteurs étrangers le jugeaient « manipulable ».
Les relations privilégiées qu'il entretient avec le prince saoudien Mohammed ben Salmane ont été largement commentées dans la presse,.
Après l'attentat de Pittsburgh, c'est lui qui conseille à Donald Trump de dénoncer le « fléau de l'antisémitisme », alors que jusque là, le président s'était contenté de regretter l'absence de garde armé dans la synagogue.
Selon CNN, après l'annonce du résultat de l'élection présidentielle américaine de 2020, il conseille à Donald Trump de concéder sa défaite face à Joe Biden, de même que Melania Trump, tandis que les fils adultes de Donald Trump, Donald Trump, Jr. et Eric Trump, lui conseillent l'inverse. Jason Miller, porte-parole de la campagne de Donald Trump, dément.

### Soutien à Israël et médiateur dans le conflit israélo-palestinien

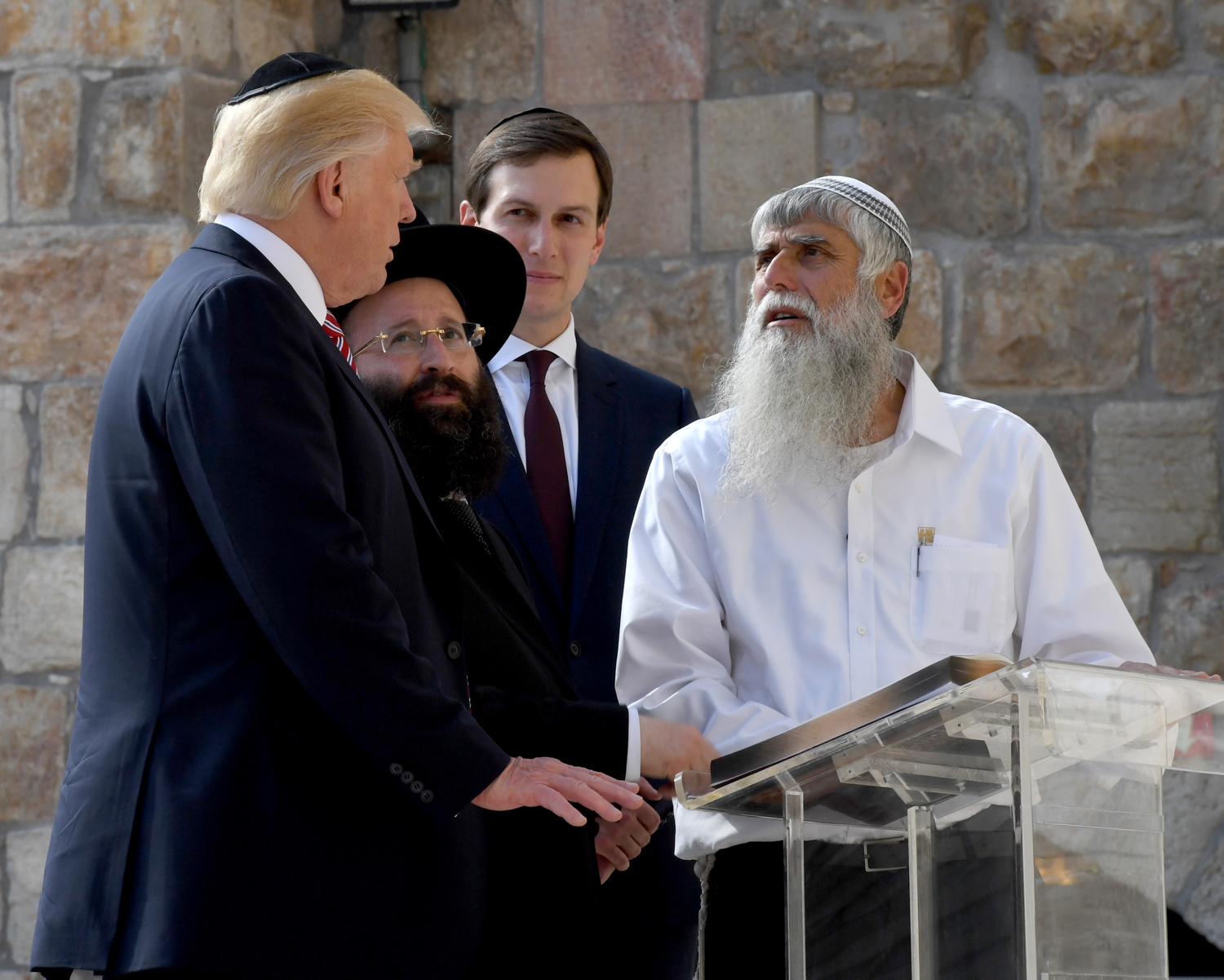
Jared Kushner lors de la visite du président Donald Trump en Israël, en mai 2017.

Donald Trump confie notamment à Jared Kushner la gestion du dossier du conflit israélo-palestinien. Très rapidement, la presse fait état de conflits d'intérêts.
La fondation de la famille Kushner à la tête de laquelle Jared Kushner siège avec ses parents a fait des dons pour un montant de 325,860 $ à l'organisation Friends of the Israeli Defence Forces (FIDF) — association qui collecte des dons au bénéfice de l’armée israélienne. Selon le journaliste Daniel Solomon, « les liens de Kushner avec les FIDF pourraient avoir assombri sa capacité à paraître comme un intermédiaire neutre » entre Israéliens et Palestiniens. Son nom qui figurait parmi les membres du Conseil d'Administration de la fondation en a d'ailleurs été retiré à la suite des révélations sur son « implication dans le groupe »,.
Entre 2011 et 2013, la Fondation Kushner a effectué des dons de 58,500 $ à des yechivas de colonies israéliennes, apportant notamment 38,000 $ aux American Friends of Beit El — une colonie connue pour son opposition radicale au processus de paix entre Israël et la Palestine.
Malgré la polémique, Jared Kushner conserve la confiance du Président Trump qui a déclaré au New-York Times que Kushner serait « très bon » pour la prise en charge des négociations entre Israël et la Palestine ; « Je veux dire qu'il connaît [la problématique] si bien. Il connaît la région, il connaît les gens, il connaît les acteurs ».
Le 21 juin 2017, à la tête d'une délégation américaine, il rencontre Mahmoud Abbas lors d'une réunion « tendue », notamment à cause de la reprise par les Américains des plaintes israéliennes quant aux salaires versés aux prisonniers palestiniens condamnés pour terrorisme par les Israéliens. Pour les Palestiniens, les Américains « semblaient être des conseillers de Netanyahou et non des arbitres impartiaux ».
Selon le journaliste Mehdi Hasan Kushner n'est pas le premier envoyé du gouvernement américain à afficher un biais pro-israélien, mais seulement le premier chez qui ce biais est aussi flagrant.
En mai 2018, il assiste à l'inauguration de l'ambassade des États-Unis à Jérusalem avec son épouse.
Jared Kushner est l'architecte du plan de paix pour le conflit israélo-palestinien présenté le 28 janvier 2020 par Donald Trump. Il aurait exercé des pressions sur la Tunisie afin de limoger son ambassadeur à l'ONU qui aurait selon des sources diplomatiques distribué au sein du conseil de sécurité avec l'aide de l'ambassadeur indonésien un plan pour contrer celui de Kushner. À noter que la Tunisie et l'Indonésie sont tous les deux membres non permanents du conseil de sécurité pour la période 2020-2021,.
Le 31 août 2020, Jared Kushner est à la tête de la délégation israélo-américaine qui négocie à Abou Dhabi avec les Émirats arabes unis les termes de l'accord de normalisation israélo-émirati.
Les États-Unis acceptent de vendre aux Émirats des chasseurs ultra-sophistiqués F-35 qu’ils leur refusaient jusque-là pour préserver la supériorité militaire israélienne. D’autres pays arabes, voient alors la possibilité d’arracher des gestes aux Américains tout en formant un front uni contre l’Iran, leur ennemi commun. « Ce n'était pas la politique initialement imaginée par Kushner, mais il a su saisir l'opportunité quand elle s'est présentée », estime Dennis Ross. De l'exemple émirati, l'émissaire présidentiel fait un modèle, « mettant dans la balance des concessions bilatérales qui avaient traditionnellement une importance pour les États-Unis », relève David Makovsky, du Washington Institute for Near East Policy. Le Soudan obtient son retrait de la liste noire sur le terrorisme, Bahreïn un renforcement des relations avec les États-Unis, et le Maroc la reconnaissance américaine de sa souveraineté sur le Sahara occidental.
Il déclare, pendant la guerre de 2023-2024 dans la bande de Gaza, qu'il pensait qu’Israël devrait expulser les civils de Gaza vers le désert du Néguev ou vers l’Égypte. Il a également estimé que la reconnaissance d'un État palestinien était une idée « super mauvaise », puisqu'elle « récompenserait un acte de terrorisme ».

## Controverses

### Allégations de népotisme
La nomination de Kushner en tant que conseiller principal de Trump à la Maison-Blanche en janvier 2017 est remise en question sur la base d'une loi anti-népotisme de 1967 qui interdit aux agents publics d'embaucher des membres de la famille, et explicitement son gendre, dans les agences ou bureaux qu'ils supervisent. La loi a été adoptée en réponse à la décision du président John F. Kennedy de nommer son frère, Robert Kennedy, procureur général en 1961. Cependant, le 20 janvier 2017, le bureau du conseiller juridique du département de la Justice émet un avis indiquant que la loi contre le népotisme s'appliquait aux nominations à la Maison-Blanche,, après l'avocat de Kushner, Jamie Gorelick a affirmé que la loi de 1967 ne s'applique pas à la Maison-Blanche, car ce n'est pas une « agence ». Kushner prête serment le 22 janvier 2017 et reçoit le bureau qui est physiquement le plus proche du bureau ovale.

### Habilitation de sécurité
Le 18 janvier 2017, immédiatement après sa nomination en tant que conseiller principal du président Trump, Kushner demande une habilitation de sécurité « Top Secret », en utilisant le « Formulaire standard 86 (SF86) : Questionnaire pour les postes de sécurité nationale ».
Kushner omet dans sa demande de mentionner des dizaines de contacts avec des responsables étrangers, y compris les réunions avec des personnalités russes. Ne pas mentionner ses relations d'influence peut entraîner le refus ou la révocation des habilitations de sécurité, et un manquement intentionnel à la divulgation peut entraîner l'emprisonnement. Les avocats de Kushner déclarent que les omissions étaient « un oubli » et qu'un « membre du personnel [de Kushner] avait prématurément appuyé sur le bouton "envoyer" avant de remplir le formulaire ».
Kushner reçoit finalement une autorisation de sécurité Top Secret permanente le 23 mai 2018. En janvier 2019, Trump déclare au New York Times qu'il n'était pas intervenu pour accorder des autorisations de sécurité à Kushner. Le 8 février 2019, l'épouse de Kushner, Ivanka, nie également que Trump soit intervenu concernant les autorisations de sécurité de Kushner. Cependant, le 28 février 2019, CNN (citant trois sources anonymes) et le New York Times (citant quatre sources anonymes) rapportent qu'en mai 2018 Trump avait ordonné à John F. Kelly, le chef de cabinet de la Maison-Blanche, d'accorder à Kushner une autorisation top secrète, que Kelly a documentée simultanément dans un journal interne. Selon les témoignages, c'est la première fois qu'un président américain intervient de cette manière.

### Conflits d'intérêts
Après sa nomination en tant que conseiller principal de Donald Trump (en janvier 2017), Kushner a démissionné de la tête de la société immobilière de sa famille, Kushner Companies, et s'est partiellement départi de certains de ses actifs, y compris sa participation dans le 666 Fifth Avenue. Cependant, il n'a pas vendu ses actifs ni mis en place une fiducie aveugle avec une direction extérieure. Au lieu de cela, il a transféré la propriété de certains de ses actifs à son frère et à une fiducie supervisée par sa mère. Le New York Times a rapporté que Kushner a réussi à conserver « la grande majorité de sa participation dans les sociétés Kushner. Ses avoirs immobiliers et autres investissements valent jusqu'à 761 millions de dollars ». Les divulgations, qu'il était tenu de publier, montrent que Kushner reçoit toujours des millions de dollars par an en revenus de loyers collectés par son portefeuille immobilier assorti.
Après que son père a été élu président, les ventes mondiales de marchandises de Ivanka Trump ont augmenté. Le 6 avril 2017, le même jour où Kushner et Ivanka ont dîné avec le président chinois Xi Jinping et son épouse, lors d'un dîner organisé par le président à Mar-a-Lago, le gouvernement chinois a provisoirement approuvé trois nouvelles marques déposées pour la marque Ivanka Trump, donnant le droit de monopole pour vendre des bijoux, des sacs et des services de spa de marque Ivanka dans la deuxième économie du monde.

### Enquête sur la Russie
Les contacts de Jared Kushner avec des responsables russes sont examinés dans le cadre de l'enquête fédérale plus large sur l'ingérence russe dans les élections. Kushner a déclaré qu'il avait eu quatre réunions avec des Russes au cours de la campagne de 2016 et de la transition présidentielle, et qu'aucun de ces contacts russes n'était inapproprié.
En juin 2016, un agent du chanteur Emin Agalarov aurait offert à Donald Trump Jr., le beau-frère de Kushner, des informations compromettantes sur Hillary Clinton provenant du gouvernement russe, s'il rencontrait un avocat lié au Kremlin. Une réunion a eu lieu le 9 juin 2016 et comprenait Kushner, Trump Jr. et Paul Manafort (à la tête de la campagne présidentielle), qui ont rencontré Natalia Veselnitskaya (en) à la Trump Tower. Entre avril et novembre 2016, Kushner a eu deux appels téléphoniques, non divulgués, avec l'ambassadeur de Russie, Sergueï Kisliak. En décembre 2016, Kushner a rencontré Kislyak.
Toujours en décembre 2016, Kushner a rencontré Sergueï Gorkov, un espion russe formé qui dirigeait alors la Vnesheconombank (VEB), une banque d'État russe,,. L'ancien attaché de presse de la Maison-Blanche, Sean Spicer, a déclaré que Kushner avait rencontré Gorkov brièvement dans le cadre de son rôle dans la transition et en tant que voie diplomatique vers le département d'État.
Cependant, VEB a déclaré que Gorkov avait rencontré Kushner sur une affaire privée concernant la société immobilière de sa famille, Kushner Companies, même si VEB fait l'objet de sanctions internationales depuis juillet 2014.
En juillet 2017, Kushner a comparu devant les comités du renseignement du Congrès et du Sénat à huis clos dans le cadre de leurs enquêtes sur l'ingérence russe aux élections de 2016. En octobre 2017, le comité judiciaire du Sénat a demandé de nombreux documents à Kushner, puis des documents supplémentaires.
Début novembre 2017, Kushner a été interrogé par des enquêteurs du bureau de l'avocat spécial Robert Mueller. Ce dernier enquête sur des réunions entre des associés de Trump, notamment Kushner et George Nader (en), un émissaire représentant les princes héritiers des Émirats arabes unis (EAU) et d'Arabie saoudite, ainsi que sur les liens possibles de Kushner avec le Qatar, Israël et la Chine. La transcription de l'interview de Kushner est publiée le 3 février, expurgée presque dans son intégralité.